# International Marine Certification Institute

International Marine Certification Institute

Das International Marine Certification Institute (IMCI) wurde in Brüssel, Belgien, als eine unabhängige Zertifizierungsorganisation gegründet, um den Interessen der europäischen und internationalen Bootsbauindustrie dienlich sein zu können. Seit Einführung der Richtlinie für Sportboote 94/25/EC (revidiert durch 2003/44/EC und 2013/53/EU) der Europäischen Union, ist IMCI dazu in der Lage, Zertifizierungsdienste an alle Hersteller zu liefern, die ihre Boote, Yachten und deren Komponenten auf dem Markt der EU verkaufen zu können.

## Geschichte
Zu Beginn des Jahres 1988 startete der internationale Bootsbauerverband, die Council of Marine Industry Association (ICOMIA), eine Initiative, die sicherstellen sollte, dass ihre Mitglieder Einfluss auf den Entwurf einer EU-Direktive für Freizeitboote erhielten. Diese Initiative erwies sich als erfolgreich und schließlich wurde die ICOMIA als ein beobachtendes Mitglied für die Treffen der EU-Kommission akzeptiert. Für mehrere Jahre war es so möglich, zuerst durch den Technischen Beirat der ICOMIA und später durch das Zertifizierungskomitee der ICOMIA, direkt am Entwurf dieser Richtlinie mitzuarbeiten.
Insbesondere der Zertifizierungsprozess von Sportbooten war Anfang der 90er ein besonders stark diskutiertes Thema, weil der europäische Zusammenschluss der Klassifikationsgesellschaften (EurACS), ein weiteres beobachtendes Mitglied bei der EU, versuchte, seine bereits vorhandenen Zertifikations-Prozeduren und Preise auf den Bootsektor zu übertragen. Weiterhin gab es vor allem außerhalb der EU und insbesondere in den USA die Sorge, dass die Zertifizierung von Sportbooten nur durch Zertifizierer der EU Mitglieder möglich werden sollte. Dieses führte zur Auffassung, dass die EU zur „Festung Europa“ umgebaut wurde.
Die EU schlug daraufhin vor, dass im Rahmen eines Abkommens über die gegenseitige Anerkennung (MRA) auch Nicht-EU-Staaten diese Zertifizierungen durchführen könnten. Dieses MRA sollte es möglich machen in Nicht-EU-Staaten Zertifizierungen durchzuführen und anzubieten. Allerdings sah dieser Entwurf auch vor, dass nur bereits in der Zertifizierung tätige Organisationen zur Zertifizierung nach der Sportbootrichtlinie zugelassen werden könnten. Konkret bedeutete dies, dass jede Organisation, die als Benannte Stelle zugelassen werden wollte, bereits ein eigenes Zertifizierungsprogramm innerhalb der EU in Betrieb genommen haben musste. Verständlicherweise bleiben viele Nicht-EU-Staaten weiterhin skeptisch und viele EU- und Nicht-EU-Organisationen sahen sich aufgrund dieser Entscheidung gezwungen andere Maßnahmen zu ergreifen.
Lars Erik Granholm, 1934 in Finnland geboren und 1961 in die USA ausgewandert, schlug daraufhin dem in Chicago beheimateten US-Bootsherstellerverband, der National Marine Manufacturers Association (NMMA) vor, gemeinsam mit den europäischen Herstellerverbänden eine weltweit agierende Gesellschaft zur Zertifizierung von Sportbooten in der EU zu gründen. Granholm, ein studierter und berufserfahrener Schiffbauingenieur, war bereits an der Entstehung der Boots- und Motoren-Zertifizierungsprogramme der NMMA beteiligt. Am 1. September 1989 trat dieses nationale Programm in Kraft. Es verlangte u. a. von jedem Hersteller eine Zertifizierung seiner Motoren als Voraussetzung für die Mitgliedschaft in der NMMA. Dieses Programm wurde damals in der Industrie auf breiter Basis akzeptiert und umgesetzt. Zu Beginn des Jahres 1990 stimmte die NMMA schließlich Granholms Vorschlag zur Gründung einer Gesellschaft zur Zertifizierung von Sportbooten in der EU zu. Die neue Gesellschaft erhielt den Namen „International Marine Certification Institute“ (IMCI) mit Firmensitz in Brüssel in Belgien. Das erste IMCI Gesellschaftertreffen wurde in einem Hotel am Brüsseler Flughafen Zaventem am 11. November 1992 durchgeführt. Viele der damaligen Mitglieder und deren Repräsentanten sind immer noch im IMCI-Vorstand tätig. Das Protokoll dieses ersten Treffens fiel äußerst kurz aus.

### Zertifizierungsstellen
Zu der Zeit wurden von der Europäischen Organisation für Prüfung and Zertifizierung (EOTC) in Brüssel die Anforderungen und Vorgehensweisen für die Zertifikation von Produkten erörtert. Es wurde beschlossen, sogenannte Agreement Gruppen, die aus mindestens drei EU Zertifizierungsstellen je Industriebereich bestehen sollten, zu bilden. Aufgabe dieser Gruppen sollte es sein, allgemeine Richtlinien zur Zertifikation von Produkten zu harmonisieren. Unter dem Vorsitz von IMCI wurde mit dem Ziel der Anerkennung durch die EOTC eine Agreement Gruppe für Sportboote gegründet, die „Recreational Marine Agreement Group“ (RMAG). Es war IMCI intern geplant, dass das IMCI nach diesen Richtlinien seine Arbeit aufnehmen sollte und so seine Qualifikation als Zertifizierungsstelle beweisen konnte. Die Gründungsmitglieder der RMAG waren
- Register Holland,
- VTT Finnland,
- IMCI,
- NMMA,

sowie Vertreter der Öffentlichkeit, der Industrie und die EU-Kommission. IMCI wurde in den Vorsitz gewählt. In zwölf Tagungstreffen legte diese Gruppe den ersten Entwurf der Richtlinien für Wasserfahrzeuge fest. Schließlich bewarb sich die RMAG für die offizielle Anerkennung durch die EOTC. Die Anerkennung dauert drei Jahre. Dieser lange Anerkennungs- und Prüfungsprozess war nötig, um der NMMA eine volle Mitgliedschaft in der EOTC zu ermöglichen. Die NMMA war die erste US Zertifikations-Gesellschaft, der eine volle Mitgliedschaft in der EU gewährt wurde.
Nach dieser Anerkennung wurde die RMAG durch die EOTC immer wieder als Beweis dafür angeführt, dass es keine „Festung Europa“ gibt. Später wurde die EOTC nur noch mit der Aufsicht über freiwillige Zertifizierungs-Programme beauftragt. Die EU-Kommission selbst übernahm nun die Aufsicht über die gesetzlichen Zertifizierungs-Programme. In einem Treffen nach dieser Änderung wurde die Bootsbauindustrie angehalten eine neue Agreement Gruppe zu gründen. Somit wurde die „Recreational Craft Sectoral Group“ (RSG) ins Leben gerufen. Während die RMAG eine freiwillige Gruppe war, musste hingegen jeder Zertifizierer nun Mitglied in der RSG sein. Uli Heinemann (IMCI) übernahm auf Wunsch das technische Sekretariat dieser Gruppe. Diese erarbeitete die RSG Richtlinien, die direkt aus den RMAG Richtlinien übernommen wurden. Die RSG Richtlinien sind bis heute in Verwendung und werden jährlich im Juni aktualisiert.

### Start
IMCI wurde am 24. Juni 1993 als Non-Profit-Organisation in Belgien anerkannt. Das IMCI-Programm startete am 8. August 1993 mit Rechnung #1001. In der Hauptverwaltung arbeiteten zu dem Zeitpunkt 2 Personen und betreuten dabei 4 Inspektoren in 4 Ländern. Ein neuer ISO-Standard für Motoren wurde zum Anlass genommen, dass die NMMA ihr Zertifizierungs-Programm für Motoren an IMCI übertrug. Diese Entscheidung gab IMCI neben dem nötigen Startkapital auch die Akzeptanz als europäischer Zertifizierer. Zu diesem Zeitpunkt war IMCI noch nicht als Benannte Stelle anerkannt und konnte daher nur „Vor-Zertifikate“ nach den frühen Entwürfen der EU-Richtlinien ausstellen. Während dieser ersten Jahre waren praktisch alle EU Verwaltungsprozesse, Dokumente sowie die Aufsicht über die Zertifizierung noch in Entwicklung  und es gab auch keine vollständige Unterlagen wie ISO-Normen, Direktiven oder eine Regelung bezüglich Benannter Stellen. Dieser Umstand machte es möglich für IMCI praxisnahe Arbeitsweisen zu entwickeln und diese als Basis für das eigene CE Zertifizierungs-Programm zu nutzen. IMCI frühes Engagement in der ICOMIA, RMAG, RSG und ISO machte es möglich, dass IMCI in diesen Gremien Schlüsselpositionen übernahm, während die Bedeutung dieser Gremien immer mehr wuchs.
Anfang bis Mitte der 1990er Jahre war IMCI die einzige EU Zertifizierungsstelle, die vorläufige Zertifikationen durchführte. Diese Tatsache rief Skepsis und Kritik bei einigen Mitbewerbern hervor. Mit gewisser Aufmerksamkeit wurden von den belgischen Behörden die kleine Belegschaft von IMCI und seine freiberuflichen Inspektoren beobachtet. Am 20. Mai 1996 wurde auf einer Sitzung der EU-Kommission diskutiert, ob das IMCI Vorgehensweise konform mit den im Aufbau begriffenen Bestimmungen der EU war oder nicht. Das Modell von IMCI wurde auf der Sitzung eingehend erörtert und schließlich akzeptierte der belgische Staat IMCI als eine Benannte Stelle. Die Anerkennung war für die Industrie von großer Bedeutung. Zum ersten Mal war es gelungen, eine andere Einrichtung als eine große Klassifizierungs-Gesellschaft anzuerkennen. Diese Entscheidung hat maßgeblich dazu beigetragen, den fest in der Hand der großen Klassifizierungs-Gesellschaften befindlichen Markt der Boots Zertifizierung für kleinere Benannte Stellen zu öffnen. Andere Länder wie Italien, Frankreich oder die Niederlande sind später dem Beispiel gefolgt.
Die Sportbootrichtlinie trat offiziell am 16. Juni 1996 in Kraft. Die Notifizierung des IMCI erfolgte am 3. Juli 1996.
Nach diesem Tag erhielten alle Kunden, die bei IMCI ein vorläufiges Zertifikat beantragt hatten, ein CE Zertifikat, in dem die Übereinstimmung des jeweiligen Produktes mit der nun gültigen Richtlinie bestätigt wurde. So wurde für alle Hersteller ein nahtloser Übergang zur CE Zertifikation möglich. Lars Granholm trat 1999 als Geschäftsführer des IMCI in den Ruhestand und übernahm für die nächsten 4 Jahre die Stelle als Vorstandsvorsitzender. Für seine lebenslangen Verdienste wurde er im Jahre 2002 mit dem Chapman Award der NMMA ausgezeichnet. An seine Stelle trat im Jahre 2000 Uli Heinemann als neuer Geschäftsführer.
Anfang 2003 beginnt IMCI mit der Zertifizierung von Experten für die Sportindustrie. Das Zertifizierungsprogramm wird zunächst von den deutschen Expertengruppen VBS des BVWW in Köln auf die Bedürfnisse des deutschen Bootsmarktes zugeschnitten. Später entwickelt IMCI es für die internationale Anwendbarkeit auf der Grundlage eines Qualitätshandbuchs (QM) nach EN 45013. Wenn EN 45013 durch EN ISO 17024 ersetzt wird, wird das QM an die neue Norm angepasst, die von der Sportbootindustrie geschätzt wird. Der Markt erfordert diese Zertifizierung auf EU-Ebene, da die offizielle Anerkennung eines Sachverständigen durch ein nationales Gericht oder eine Berufsorganisation außerhalb dieses Landes keine Bedeutung hat.
Ebenfalls im Jahr 2003 startet IMCI die Zertifizierung von Unternehmen / Fachhändlern nach einem Hausstandard des Bundesverband Wassersportwirtschaft e.V. (BVWW) in Köln. In den Folgejahren entwickelt IMCI diese Norm weiter und setzt sie auch international ein. Die Zertifizierung bietet eine Möglichkeit, die Qualität eines Unternehmens / Fachhändlers nachzuweisen und für seine Kunden sichtbar zu machen. Die Zertifizierung umfasst vier verschiedene Bereiche: Bootsfachhandel, Zubehör Fachhandel, Bootsservice Fachhandel und Motor Service Fachhandel.
2005 implementiert IMCI die Blue Star Marina Zertifizierung. Die Zertifizierung von Yachthäfen erfüllt, die die vom Deutschen Tourismusverband (DTV), Bonn, dem Verband der Deutschen Marinas (VDSH), Köln, dem BVWW, Köln, dem Deutschen Automobilclub (ADAC), München und IMCI entwickelten Mindestkriterien. Das System wird später auf die ISO 13687 Teile 1 bis 3 abgestimmt, die von der ISO TC 226 WG 8 unter dem Vorsitz von IMCI entwickelt wurden. Das Zertifizierungssystem entspricht den Systemen für Hotels, Restaurants und Campingplätze. Es handelt sich um ein Bewertungsschema in Bezug auf die Qualität von Komfort und Service usw., nicht aber um technische Sicherheit.
Die zweite "RICHTLINIE 2013/53/EU des Europäischen Parlaments und des Rates vom 20. November 2013 über Sportboote und persönliche Wasserfahrzeuge und zur Aufhebung der Richtlinie 94/25/EG" wird 2013 unterzeichnet. Sie tritt 2016 als "Sportbootrichtinie 2013/53" vollständig in Kraft und viele Hersteller benötigen neue Zertifikate.
IMCI veranstaltete den jährlich stattfindenden ICOMIA Kongress 2018 in Berlin und feiert im Rahmen des Kongresses sein 25-jähriges Bestehen.
Im September 2020 wurde das International Marine Certification Institute (IMCI) als Fördermitglied der European Boating Industry (EBI) aufgenommen. Die EBI vertritt die Sportbootindustrie in Europa und umfasst alle verwandten Sektoren, wie Bootsbau, Ausrüstungsherstellung, Jachthäfen und Dienstleister.

## Organisation und Struktur
IMCI wird von 28 Direktoren aus 16 Ländern geführt und verfügt über 53 Inspektoren in 23 Ländern (im Jahr 2021).

## Aktivitäten
- CE-Zertifizierung für Hersteller aus aller Welt, die ihre Boote, Motoren und Komponenten auf dem EU-Markt vertreiben wollen und deren Produkte unter die Sportbootrichtlinie fallen
- Zertifizierung nach ISO Standards für alle Komponentenhersteller im Wassersportbereich, die ihre hochwertigen Produkte weltweit vermarkten wollen
- IMCI ist Kooperationspartner der NMMA für kombinierte US/EU-Zertifikationen
- ABYC Komponenten-Zertifizierungsprogramm um Herstellern die vollständige Übereinstimmung von Komponentenmustern mit den aktuellen anwendbaren ABYC Standards zu bescheinigen
- World Sailing Zertifizierung – Überprüfung von Strukturplänen im Rahmen der World Sailing Offshore Special Regulations für Hochsee-Segelyachten
- Unabhängige Zertifizierung von Firmen, Fachhändlern und Experten der Wassersportwirtschaft, die ihre Dienstleistung auf dem weltweiten Markt anbieten wollen.
- IMCI Blue Star Marina Zertifizierung zum Nutzen von Wassersportlern und Hafenbetreibern, die eine unabhängige Beurteilung des Qualitätsniveaus einer Marina suchen mit 1-5 Blauen Sternen.